# Colpognathus miyakae
Colpognathus miyakae là một loài tò vò trong họ Ichneumonidae.